# Stephen Kiprotich
Stephen Kiprotich, född i Kapchorwa i Uganda den 27 februari 1989, är en ugandisk långdistanslöpare. 
Kiprotich tog guld i Maraton vid de Olympiska sommarspelen 2012. Han tog därmed Ugandas enda medalj vid dessa olympiska spel. Vinnartiden var 2.08.01.
Vid olympiska sommarspelen 2020 i Tokyo tävlade Kiprotich i maraton, men lyckades inte fullfölja loppet.

## Personliga rekord
| Distans           | Tid      | Stad       | Datum         |
| ----------------- | -------- | ---------- | ------------- |
| 3 000 meter       | 7,38,06  | Liège      | 25 juli 2007  |
| 5 000 meter       | 13,23,70 | Hengelo    | 24 maj 2008   |
| 10 000 meter      | 27,58,03 | Birmingham | 25 juni 2010  |
| Maraton           | 2,07,20  | Enschede   | 17 april 2011 |
| 3000 meter hinder | 8,26,66  | Rabat      | 6 juni 2010   |